# 三条の方
三条の方（さんじょうのかた、大永元年（1521年）? - 元亀元年7月28日（1570年8月29日））は、甲斐国の戦国大名である武田信玄（晴信）の継室である。左大臣・三条公頼の次女。姉には細川晴元室、妹には顕如の妻の如春尼がいる。子には武田義信、黄梅院（北条氏政室）、海野信親、信之、見性院（穴山梅雪室）がいる。本名は不詳。一般には三条の方、三条夫人などと称される。

## 経歴
京都の三条邸で生まれる。三条家は七清華の一つで、摂関家に次ぐ家柄であり極官は太政大臣。笛と装束の家として知られている。分家の三条西家には、当代随一の文化人として名高い三条西実隆がいる。
一方、夫となる武田晴信は天文2年（1533年）、扇谷上杉家当主で武蔵国川越城主である上杉朝興の娘・上杉の方が正室として迎えられたが、天文3年（1534年）に出産の折、難産で上杉の方も子も死去していて、独身となっていた。
駿河国の今川氏の仲介で天文5年（1536年）7月、武田晴信に嫁す。義信、黄梅院、信親、信之、見性院と、晴信との間に次々と3男2女をもうける(さらに、真竜院の母とも)。武田家の近習衆のなかには松姫の警護等を務めていた御料人衆がおり、五味新右衛門をはじめ10人の家臣は以前御前様（三条夫人）に付けられていたという。
三条の方は度重なる不運に見舞われた。
1551年（天文20年）には、父の公頼が大寧寺の変において陶隆房の反乱に巻き込まれ殺害される。
1553年（天文22年）頃に信之が夭折。
1556年（弘治2年）信親が疱瘡によって失明したとされる。信玄は同年に願文を捧げ、息子の目が治癒する事を願う内容を記している。
1567年（永禄10年）謀反に関わったとされる義信が東光寺にて死去、病死であった。
1569年（永禄12年）黄梅院は嫁ぎ先である北条家にて小田原城で死去。病死であったとされる。
そして三条の方は、1570年（元亀元年）7月28日に死去、享年50。
同年、三条夫人が亡くなると当寺を菩提寺とし、信玄がその法号から寺名を円光院と改めたと言われている。
墓所は甲府市の円光院。

## 人物像
円光院の葬儀記録には、快川和尚の三条の方の人柄を称賛する「「大変にお美しく、仏への信仰が篤く、周りにいる人々を包み込む、春の陽光のように温かくておだやかなお人柄で、民衆にも常に気を配り大切にし、信玄様に寄り添い物事をお考えになる方で、夫婦仲も比翼の契り、睦まじいご様子でした」とされ「信玄公を中心とする武田家のその歩みは、夫人の遺徳を守る意気と心映えが大地の様にしっかりと正直に豊かに嘘偽りなく、目的に向かって進んでいます。」とも記録が残されている。
武田家に嫁ぐ時に持参したと伝えられている、三条家に伝わる木造釈迦如来坐像が現存して円光院に所蔵されており、彼女が向嶽寺に新寄進をしている記録が『甲斐国志』に残されている。本願寺の顕如の正室は三条の方の妹・如春尼であり、本願寺と信玄との同盟の裏には三条の方の尽力があったと考えられる。また、武田氏の家紋と、彼女が皇室から使用を許された菊花紋と桐紋が彫られた愛用の鏡が、円光院に所蔵されている。
円光院に伝わる当時の史料『円光院寺伝』によると、信玄が信濃国駒場で臨終間近の時、病の床に馬場信春を呼び寄せ、（安土桃山時代の高名な仏師）宮内卿法印康清に彫らせた、自分が日頃から信仰していた陣中守り本尊、刀八毘沙門・勝軍地蔵を託し、説三和尚に送り、円光院に納めてくれるように遺言したという。さらに自分の遺体も、円光院に3年間密葬させるよう遺言したという。この2体の仏像はその遺言通り、現在も円光院に所蔵されている。
笛吹市にある二宮美和神社に、永禄9年（1566年）11月25日に奉納された赤皮具足は信玄の物だという説もあるが、義信の東光寺幽閉の時期であることなどから、三条の方が義信の赤皮具足を奉納したとも考えられている。

## 登場作品
- 『風林火山』（1969年、東宝、演：久我美子）
- 『天と地と』（1969年、NHK大河ドラマ、演：岩崎加根子）
- 『風林火山』（1969年、NETテレビ、演：小林千登勢）
- 『おんな風林火山』（1986年、TBS、演：梶芽衣子）
- 『武田信玄』（1988年、NHK大河ドラマ、演：紺野美沙子）
- 『武田信玄』（1991年、TBS、演：名取裕子）
- 『風林火山』（1992年、日本テレビ、演：池上季実子）
- 『風林火山』（2006年、テレビ朝日、演：若村麻由美）
- 『風林火山』（2007年、NHK大河ドラマ、演：池脇千鶴）